# Adam Masuhr
Adam Masuhr, född den 21 maj 1983 i Gävle, tidigare Adam Andersson, är en professionell ishockeyspelare som idag spelar i SHL och Mora IK.  
Adam Masuhr position är back. Hans moderklubb är Gävle GIK. Tidigare spelade han för Severstal Cherepovets, Brynäs IF, Djurgården Hockey, Tierp HK, Modo Hockey och Mora IK.

## Meriter
- SM-guld 2007
- J18-SM guld 2001
- Dubbel finsk mästare 2013-2014 2014-2015

## Klubbar
- Gävle GIK (moderklubb)
- Mora IK 2000–2001 (Allsvenskan)
- Brynäs IF 2001–2004 (Elitserien)
- Mora IK 2003–2005 (Elitserien)
- Djurgården Hockey 2005–2006 (Elitserien)
- Modo Hockey 2006–2008 (Elitserien)
- Mora IK 2007–2009 (Allsvenskan)
- KalPa 2009–2014 (FM-ligan)
- Kärpät 2014–2016 (FM-ligan)